# Liga francesa antimasónica
La Ligue française antimaçonnique o "Liga francesa antimasónica" era una asociación antimasónica de Francia fundada en 1911 y animada por Paul Copin-Albancelli y André Baron.

## Algunos miembros
- El antiguo Ministro de Asuntos exteriores de Francia y diputado de las Hautes-Alpes Émile Flourens.
- Los commandantes Guignet y Émile Driant.
- Maurice Talmeyr, periodista y escritor.[1]